# 754 Malabar
754 Malabar
754 Malabar là một tiểu hành tinh ở vành đai chính. Nó được August Kopff phát hiện ngày 22.8.1906 ở Heidelberg, và được đặt theo tên thành phố Malabar, đảo Java (Indonesia), để kỷ niệm đoàn thám hiểm nhật thực Đức-Hà Lan tới đảo Christmas năm 1922..